# Carol Goodner
Carol Marie Goodner (30 de mayo de 1904 – 29 de noviembre de 2001) fue una actriz estadounidense que apareció sobre todo en películas y programas de televisión británicos.

## Carrera
Carol Goodner nació en la ciudad de Nueva York el 30 de mayo de 1904.
Bailarina de puntillas cuando sólo tenía cuatro años, siguió ganándose la vida así hasta los nueve, cuando fue a la escuela. Consiguió su primer éxito en los escenarios de Nueva York en 1926 y al año siguiente debutó en Londres en la obra de teatro The Butter and Egg Man en el Garrick Theatre. Sus créditos en el teatro neoyorquino incluyen el papel de Lorraine Sheldon, basado libremente en Gertrude Lawrence, en The Man Who Came to Dinner. En Inglaterra, apareció en su primera película Those Who Love en 1929. En 1931, durante su estancia en Londres, fue amiga de la actriz Kay Walsh y novia del actor Henry Wilcoxon. En 1937 interpretó el papel principal en la obra de John Van Druten Gertie Maude en el St Martin's Theatre. Goodner regresó a Estados Unidos al estallar la guerra en 1939. Actuó en teatro en Nueva York, pero no volvió a hacer películas y se retiró en 1957.

## Vida personal
Goodner se casó con Thomas Marshall, un agente inmobiliario, en Nueva York el 14 de mayo de 1940. Se casó con el actor Frederic Hunter en New Orleans el 30 de enero de 1949.
Goodner presentó una petición voluntaria de quiebra ante un tribunal federal el 27 de julio de 1944. Su declaración indicaba que tenía 340 dólares en activos y 2.793 dólares en pasivos.
Goodner murió el 29 de noviembre de 2001, en Katonah, New York.

## Filmografía
- Those Who Love (1929) - Anne
- The Ringer (1931) - Cora Ann Milton
- The Flying Squad (1932) - Ann Perryman
- There Goes the Bride (1932) - Cora
- Strange Evidence (1933) - Marie / Barbara Relf
- Leave It to Smith (1933) - Mary Linkley
- The Fire Raisers (1934) - Helen Vaughan
- Red Ensign (1934) - June MacKinnon
- What's in a Name? (1934) - Marta Radovic
- Mimi (1935) - Musette
- Royal Cavalcade (1935) - Tourist in Tower of London
- The Student's Romance (1935) - Veronika Laubenthaler
- Music Hath Charms (1935) - Mrs. Norbray
- La Vie parisienne/Parisian Life (1936) - Simone
- The Dominant Sex (1937) - Gwen Clayton
- The Frog (1937) - Lola Bassano
- A Royal Divorce (1938) - Mme. Tallien